# Симфония № 41 (Моцарт)
Симфония № 41 до мажор, известная как «Юпитер» — сочинение Вольфганга Амадея Моцарта, написанное в 1788 году вместе с Сороковой и Тридцать девятой.

## История создания и название
Симфония была закончена Моцартом 10 августа 1788 года и должна была прозвучать в концерте (вместе с 39-й и 40-й), средства для которого собирались по подписке. Однако концерт не состоялся, и обстоятельства первого исполнения симфонии не известны. По мнению многих исследователей название «Юпитер» было дано симфонии несколько позже лондонским импресарио Дж. П. Саломоном, однако музыковед А. Майкапар ставит авторство Саломона под сомнение, поскольку «в 1823 году было издано переложение Симфонии № 90 Й. Гайдна, в котором говорилось, что она называется „Симфония Юпитер“, и что это название было присвоено ей Саломоном… Возникает большое сомнение, что Саломон одинаково назвал два сочинения разных композиторов». Тем не менее, Майкапар отмечает, что «это название прочно закрепилось за симфонией, очевидно, потому, что в некотором роде довольно точно характеризует действительно присущие этой самой монументальной и сложной симфонии Моцарта олимпийское величие и эпический размах».

## Критика
Некоторые исследователи отмечают сходство симфонии с симфониями Бетховена «с их героикой, стойким оптимизмом, ярким волевым началом».
Восторженно охарактеризовал симфонию Пётр Чайковский: «Симфония „Юпитер“ Моцарта — одно из чудес симфонической музыки, особенно благодаря финалу… Замечательно, что при самых сложных контрапунктических комбинациях, при самом широком симфоническом развитии тем и неисчерпаемом богатстве чередующихся эффектов контраста Моцарт довольствуется в этой симфонии необыкновенно скромным, умеренным по составу оркестром».

## Части
1. Allegro vivace
2. Andante cantabile
3. Menuetto: Allegretto
4. Molto allegro

## Состав исполнителей
2 гобоя, флейта, 2 фагота, 2 валторны (C), 2 трубы (C), литавры, первые и вторые скрипки, альты, виолончели и контрабасы.